# كاستيلريلو دي لا راينا
بلدية كاستيلريلو دي لا راينا (بالإسبانية: Castrillo de la Reina)‏, هي إحدى بلديات مقاطعة برغش, التي تقع في منطقة قشتالة وليون, والتي تقع في شمال غرب إسبانيا.
يبلغ عدد سكانها 269 نسمة وفقاً لإحصائية سنة (2002).